# Shun Yoshida
Shun Yoshida (吉田 舜 Yoshida Shun?, Saitama, 28 de noviembre de 1996) es un futbolista japonés que juega como guardameta en el Urawa Red Diamonds de la J1 League.

## Trayectoria
En 2019 se unió al Thespakusatsu Gunma de la J3 League.

## Clubes
| Club                | País  | Año       |
| ------------------- | ----- | --------- |
| Thespakusatsu Gunma | Japón | 2019      |
| Oita Trinita        | Japón | 2020-2022 |
| Urawa Red Diamonds  | Japón | 2023-     |

## Palmarés

### Títulos internacionales
| Título                      | Club               | País  | Año  |
| --------------------------- | ------------------ | ----- | ---- |
| Liga de Campeones de la AFC | Urawa Red Diamonds | Japón | 2022 |